# Braulione di Saragozza
Braulione, o Braulio (590 – 651), fu vescovo di Saragozza già dal 626 ed è stato uno degli intellettuali più importanti della Spagna visigota. Mantenne relazioni con sant'Isidoro di Siviglia, del quale catalogò le Etimologías ed a cui pose i titoli e che divise in capitoli. Si conservano numerose epistole che danno idea della feconda comunicazione che mantennero. È venerato come santo dalla Chiesa cattolica che lo celebra il 18 marzo.

## Biografia
Scrisse una Vida de San Millán de la Cogolla e un preziosissimo inno in onore dello stesso santo, che è considerato come uno dei migliori poemi del periodo visigoto. Fu suo discepolo sant'Eugenio III di Toledo, detto El Poeta, che arrivò a Saragozza per mettersi in contatto con Braulio e seppe fondere gli insegnamenti del suo maestro e di san Isidoro.
È di grande qualità il suo Epistolario. Se ne conservano 44 lettere, che offrono un'ampia documentazione relativa alla cultura del suo tempo e mostrano il suo legame con papa Onorio I e con i re visigoti Chindasvinto e Recesvinto. Gli vengono attribuiti anche gli Actas de los Mártires de Zaragoza.
Prese parte ai concili V (636) e VI (638) di Toledo. Vescovo di Saragozza dal 631 al 651, nella cui sede succedette a suo fratello Juan, che vi aveva governato dall'anno 620 al 631. Nel 625 informava in una lettera che vi erano disordini attorno alla città, guerra, peste e fame, probabilmente causate da attacchi guasconi.
Nell'anno 632 morì il vescovo metropolitano di Tarraco, Eusebio, e il vescovo Braulione di Saragozza scrisse all'anziano vescovo di Siviglia Isidoro, l'autore delle Etimologías, affinché intercedesse presso il re Sisenando per eleggere alcuni metropolitani (la nomina dei vescovi metropolitani spettava tradizionalmente al re). Isidoro rispose all'amico Braulio, ma gli indicava che il re ancora non aveva preso una decisione in merito. Non molto dopo il re nominò Audax, che non sappiamo se rispondeva alle aspettative di Braulio.

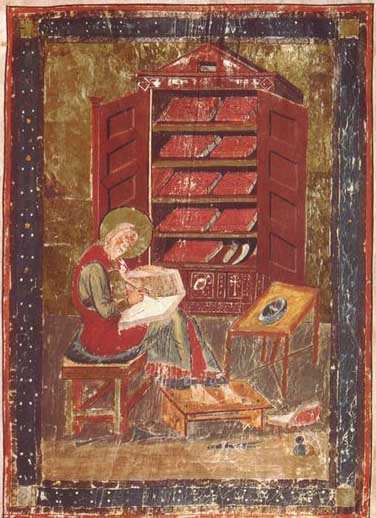
Amanuense nel suo scriptorium. Manoscritto del VII secolo. Codex Amiatinus, Firenze, Bibl. Medicea Laurenziana, f. 5r

Mentre si svolgevano le sessioni del VI Concilio di Toledo, arrivò in città un diacono chiamato Turninus con una lettera di papa Onorio I, scritta nell'anno 637, che è andata persa. In questa sembra che il pontefice facesse pressioni sui vescovi ispanici affinché si mostrassero più energici nella fede e dimostrassero più durezza nei confronti degli infedeli (ebrei). Sicuramente, il Papa conosceva la legislazione di Sisebuto e approvava misure di conversione coattive; rendendosi conto che i successivi re non avevano proseguito con la stessa politica, decise di esercitare pressioni in favore di questa. I vescovi consegnarono la risposta a Braulio di Saragozza; in questa, il prelato cesaraugustiano riconosceva la supremazia del Papa e il suo diritto ad interessarsi a tutta l'attività della Chiesa, però adduceva che le proposte del pontefice (che non conosciamo in dettaglio) già erano state pensate da Chintila, e che la coincidenza di pareri doveva essere opera del divino; continuava affermando che i vescovi ispanici non avevano trascurato i propri doveri, che la lentezza nelle conversioni non era dovuta a mancanze o paura, e che la causa era che gli ebrei dovevano essere persuasi mediante una costante predicazione. Pertanto non erano giuste le critiche del Papa (al quale segnalava come errata una citazione biblica); per dimostrare i fatti esposti, Braulio inviava al papa copie degli atti del Concilio e dei dieci canoni dedicati agli ebrei (dal 57 al 66) nel IV Concilio toledano; Braulio consigliava al Papa di non lasciarsi ingannare da false dicerie e spiegava che i vescovi ispanici non si erano lasciati ingannare dalla voce che diceva che il Papa autorizzava gli ebrei convertiti a tornare alla propria religione (Braulio la chiama superstizione), e sosteneva che nessun uomo, per grande che fosse il suo delitto, doveva essere castigato con pene così severe come quelle che proponeva il papa.
Il problema della successione reale fu affrontato nel 648. In una lettera sottoscritta dal vescovo di Saragozza e dal vescovo Eutropio (la cui sede non è nota), che affermavano di attuare in nome di tutto il clero e dei fedeli della sua diocesi, e firmata anche da un tale Celso che si presume fosse il conte della città o il rettore de la Tarraconense, i mittenti sollecitavano il re affinché associasse al trono suo figlio Recesvinto per sollevare il padre delle questioni belliche (essi evocavano i pericoli e gli attacchi nemici a cui il paese era stato esposto, e continuando con la lettura della Tarraconense, si riferivano senza dubbio ai vascones e agli esiliati) e permettere il riposo al re finché gli attacchi dei nemici (vascones o esiliati) fossero cessati. L'idea dell'associazione al trono e la successione ereditaria era contraria al canone 75 del VI Concilio toledano (che Braulio aveva firmato) e, per quanto si può supporre, la lettera fu ispirata proprio dal re, che si sarebbe servito della grande autorità morale di Braulio (Braulio, che qualche anno prima aveva osato affrontare il Papa e disobbedito ad alcune norme conciliari, non aveva osato al contrario opporsi ad una decisione reale come la nomina di Eugenio per la sede toledana) e sicuramente di Eutropio, e del potere militare di Celso, che governando una città di frontiera o una provincia, sede dei principali attacchi nemici, doveva controllare un esercito più numeroso del solito e doveva contare sull'appoggio dei conti della zona.
Alla sua morte gli succedette, come vescovo della città Taione (forse nel mese di marzo del 651), una persona che per quanto si poteva vedere non piaceva molto al suo predecessore, e che probabilmente era appena tornato da Roma, dove aveva conosciuto le opere teologiche di san Gregorio Magno (per incarico del re Chindasvinto), e aveva copiato il codice dove si contenevano le norme per diffonderlo in Spagna (pertanto l'incarico era stato assegnato anteriormento alla sua designazione come vescovo, e il vescovato ne potrebbe essere stato il premio).